# Мишми (народ)

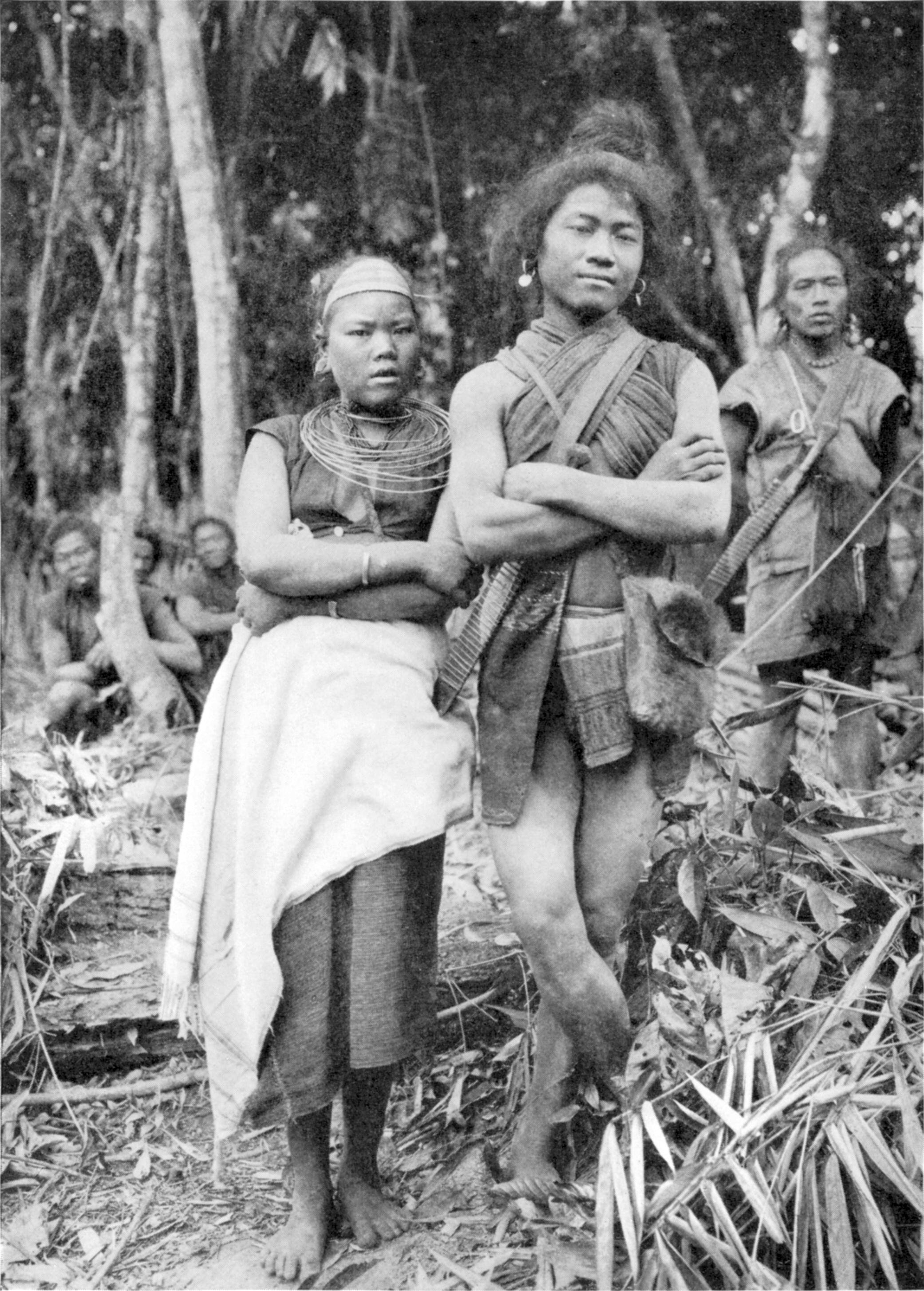
Представители народа мишми, северный Ассам, 1922 год

Мишми или Денг — этническая группа в индийском штате Аруначал-Прадеш. Состоит из трёх основных племён: иду-мишми, дигару (тараон) и миджу. Мишми населяют северо-восток центральной части Аруначал-Прадеш: округа Нижняя долина Дибанг, Верхняя долина Дибанг, Лухит и Анджав. Кроме того, они проживают в некоторых прилегающих районах индийского штата Ассам и Тибетского автономного района Китая. Мишми говорят на одном из диалектов, относящихся к тибето-бирманским языкам. На конец XX века численность мишми составляла около 35 000 человек.
Деление на 3 племени обусловлено только географическими факторами, чисто этнически все они одинаковы. Иду-мишми проживают в округах Нижняя долина Дибанг, Верхняя долина Дибанг и некоторых районах на севере округа Лухит. Дигару проживают на холмах и предгорьях между реками Дибанг, Дигару и Лухит. Миджу живут между реками Лухит и Камбанг в предгорьях Мишми-Хилс. Иду-мишми были первыми, кто пришёл с территории современной Мьянмы. За ними последовали предки дигару, которые мигрировали немногим более 500 лет назад. Миджу пришли на свои земли последними.
Сельское хозяйство мишми — довольно примитивно. Основными с/х культурами являются маис и гречиха. На более значительных высотах выращиваются также пшеница и ячмень, а в предгорьях — рис. Разводят крупный рогатый скот; развиты охота и рыболовство.